# Surintendant des Finances
Der Surintendant des Finances war oberster Beamter der französischen Finanzverwaltung im Ancien Régime der Jahre 1561 bis 1661; seine Aufgabe bestand in der Anweisung der Staatsausgaben. In seinen Funktionen ist er dem späteren Finanzminister vergleichbar. Das Amt wurde 1661 nach dem Sturz von Nicolas Fouquet aufgelöst und durch die neue Position des Contrôleur général des finances (Generalkontrolleurs der Finanzen) ersetzt.

## Vorgeschichte
Von der Zeit des Königs Karl VII. (regierte 1422–1461) bis zur Schaffung der Position des Surintendanten wurden Frankreichs königliche Finanzen von zwei Finanzräten verwaltet, die kollegial zusammenarbeiteten:
1. die vier Généraux des finances waren für die Steuereintreibung (zum Beispiel der Taille) zuständig,
2. die vier Trésoriers de France für die Einkünfte aus dem königlichen Grundbesitz, der Domaine royal.

Gemeinsam wurden sie oft als Messieurs des finances bezeichnet. Die vier Mitglieder jedes Rates teilten das Land geografisch unter sich auf, in Recettes générales oder Généralités (anfangs Languedoïl, Languedoc, Normandie, sowie Outre-Seine und Yonne), wobei der für das Languedoil zuständige Beamte typischerweise einen etwas herausgehobenen Rang hatte. Der doppelte Rat wurde in seiner Arbeit von vier Contrôleurs généraux unterstützt.
Bis 1523/24 war der Einfluss der Conseil du Roi auf das Tagesgeschäft der Finanzbeamten gering. 1523 richtete König Franz I. den seiner direkten Weisung unterstehenden Trésor de l'Épargne ein, ein weiteres königliches Schatzamt, um in den aktuellen Kriegszeiten unmittelbare Kontrolle über die königlichen Finanzen zu gewinnen und gleichzeitig den Doppelrat, dem in diesen Dingen mangelnde Übersicht vorgeworfen wurde, umgehen zu können (ähnliche Einrichtungen hatten bereits in früheren Zeiten existiert). Die Ergebnisse dieser Reform waren jedoch enttäuschend. In den folgenden 40 Jahren wurden zahlreiche Versuche unternommen, nachzubessern:
- Erhöhung der Zahl der Généralités (z. B. 1542, 1558)
- Berufung zweier "Contrôleurs généraux", die dem königlichen Schatzmeister unterstanden
- Änderungen bei den königlichen Finanzhöfen (der Cour des comptes und der Cour des Aides)
- Berufung einer Reihe von Provinzialfinanzbeamten und -räten
- Berufung von Finanzintendanten (Intendant des finances) (1552)

Ein Ergebnis der Reform war jedoch ein Anwachsen des Einflusses des Conseil du Roi auf die Staatsfinanzen, wodurch auch eine Reihe von hohen Adligen (z. B. Anne de Montmorency, Charles de Lorraine) stärkeres Gewicht in finanziellen Fragen bekamen.
Die wichtigsten Beamten in dieser Zeit waren:
- 1518–1524: Jacques de Beaune, Baron de Semblançay
- 1552: André Guillart
- 1556: Jean de Saint Marcel d'Avançon

## Surintendant des finances
Das Amt des "Surintendant des finances" wurde 1561 von König Karl IX. geschaffen. Sie erwuchs aus dem Amt des Intendanten, das 1552 von Heinrich II. eingerichtet worden war, um die Überwachung des königlichen Finanzen während der Reise des Monarchen nach Deutschland sicherzustellen. Gleich drei Intendanten wurden ernannt, von denen einer Mitglied des Conseil d’État war – und aus dieser Sonderstellung heraus entwickelte sich dann das Amt des Surintendanten, das aber ebenfalls gleich zu Beginn mit zwei Personen besetzt wurde: Artus de Cossé-Brissac und Louis d'Ongnyes, comte de Chaulnes. 1567 wurde Cossé zum Marschall von Frankreich ernannt, woraufhin er (und vermutlich auch der Comte de Chaulnes) zugunsten von René de Birague zurücktraten. Dieser war dann der erste alleinige Surintendant.
Nach 1570 wurde das Amt durch den Conseil royal des finances, den königlichen Finanzrat, ersetzt, doch stellte König Heinrich III. 1574 den alten Zustand wieder her. König Heinrich IV. richtete erneut einen Finanzrat ein, einen Surintendanten gab es danach nur noch mit zeitlichen Unterbrechungen.
Am 5. September 1661 wurde der Surintendant Nicolas Fouquet wegen Unterschlagung verhaftet, am 12. September das Amt erneut durch einen Finanzrat ersetzt, dem ein Intendant des Finances vorstand, Jean-Baptiste Colbert, der später dann Contrôleur général des finances wurde.
Zur Liste der Surintendants des finances siehe: Liste der Finanzminister von Frankreich für die Jahre 1561–1661